# ファウーリア
ファウーリア (伊: Fauglia) は、イタリア共和国トスカーナ州ピサ県にある人口約3,600人の基礎自治体（コムーネ）。

## 地理

### 位置・広がり

#### 隣接コムーネ
隣接するコムーネは以下の通り。括弧内のLIはリヴォルノ県所属を示す。
- コッレサルヴェッティ (LI)
- クレスピーナ・ロレンツァーナ (クレスピーナ、ロレンツァーナ)
- オルチャーノ・ピザーノ

## 行政

### 分離集落
ファウーリアには以下の分離集落（フラツィオーネ）がある。
- Acciaiolo, Luciana, Valtriano